# Pelagiana trichodesmiae
Pelagiana trichodesmiae is een hydroïdpoliep uit de familie Pandeidae. De poliep komt uit het geslacht Pelagiana. Pelagiana trichodesmiae werd in 1979 voor het eerst wetenschappelijk beschreven door Borstad & Brinckmann-Voss. 